# Potencial Morse

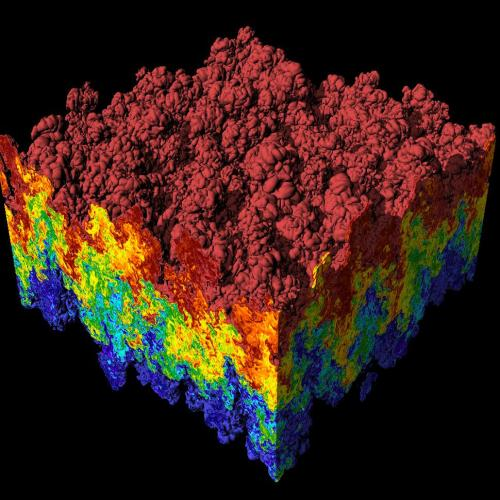
Visualització científica d'una simulació extremadament gran d'un problema d'inestabilitat de Rayleigh-Taylor. Aquesta imatge ha estat generada pel sistema de visualització VisIt.

El potencial de Morse, que rep el nom del físic Philip M. Morse, és un model d'interacció interatòmica convenient per a l'energia potencial d'una molècula diatòmica. És una millor aproximació de l'estructura vibratòria de la molècula que l'oscil·lador harmònic quàntic perquè inclou explícitament els efectes de la ruptura d'enllaços, com ara l'existència d'estats no units. També té en compte l'anharmonicitat dels enllaços reals i la probabilitat de transició diferent de zero per a les bandes d'armònics i combinacions. El potencial de Morse també es pot utilitzar per modelar altres interaccions com ara la interacció entre un àtom i una superfície. A causa de la seva senzillesa (només tres paràmetres d'ajust), no s'utilitza en l'espectroscòpia moderna. Tanmateix, la seva forma matemàtica va inspirar el potencial MLR (Morse/Long-range), que és la funció d'energia potencial més popular utilitzada per ajustar dades espectroscòpiques.

## Funció d'energia potencial
La funció d'energia potencial de Morse és de la forma

El potencial de Morse (blau) i el potencial d'oscil·lador harmònic (verd). A diferència dels nivells d'energia del potencial de l'oscil·lador harmònic, que estan espaiats uniformement per ħω, l'espaiat del nivell del potencial Morse disminueix a mesura que l'energia s'acosta a l'energia de dissociació. L'energia de dissociació D _{e} és més gran que l'energia real necessària per a la dissociació D _{0} a causa de l'energia del punt zero del nivell vibracional més baix (v = 0).

{\displaystyle V(r)=D_{e}(1-e^{-a(r-r_{e})})^{2}}
Aquí {\displaystyle r} és la distància entre els àtoms, {\displaystyle r_{e}} és la distància d'enllaç d'equilibri, {\displaystyle D_{e}} és la profunditat del pou (definida en relació amb els àtoms dissociats) i {\displaystyle a} controla l'"amplada" del potencial (el més petit {\displaystyle a} és a dir, com més gran és el pou). L'energia de dissociació de l'enllaç es pot calcular restant l'energia del punt zero {\displaystyle E_{0}} des de la profunditat del pou. La constant de força (rigidesa) de l'enllaç es pot trobar mitjançant l'expansió de Taylor {\displaystyle V'(r)} al voltant {\displaystyle r=r_{e}} a la segona derivada de la funció d'energia potencial, a partir de la qual es pot demostrar que el paràmetre, {\displaystyle a}, és
{\displaystyle a={\sqrt {k_{e}/2D_{e}}},}
on {\displaystyle k_{e}} és la constant de força al mínim del pou.
Com que el zero de l'energia potencial és arbitrari, l'equació del potencial de Morse es pot reescriure de qualsevol manera afegint o restant un valor constant. Quan s'utilitza per modelar la interacció àtom-superfície, l'energia zero es pot redefinir de manera que el potencial de Morse esdevingui
{\displaystyle V(r)=V'(r)-D_{e}=D_{e}(1-e^{-a(r-r_{e})})^{2}-D_{e}}
que normalment s'escriu com
{\displaystyle V(r)=D_{e}(e^{-2a(r-r_{e})}-2e^{-a(r-r_{e})})}
on {\displaystyle r} ara és la coordenada perpendicular a la superfície. Aquesta forma s'acosta a zero a l'infinit {\displaystyle r} i iguals {\displaystyle -D_{e}} com a mínim, és a dir {\displaystyle r=r_{e}}. Mostra clarament que el potencial Morse és la combinació d'un terme de repulsió a curt abast (el primer) i un terme atractiu de llarg abast (el segon), anàleg al potencial de Lennard-Jones.

## Energies i estats vibracionals
Igual que l'oscil·lador harmònic quàntic, les energies i els estats propis del potencial Morse es poden trobar utilitzant mètodes d'operador. Un enfocament consisteix a aplicar el mètode de factorització a l'hammiltonià.

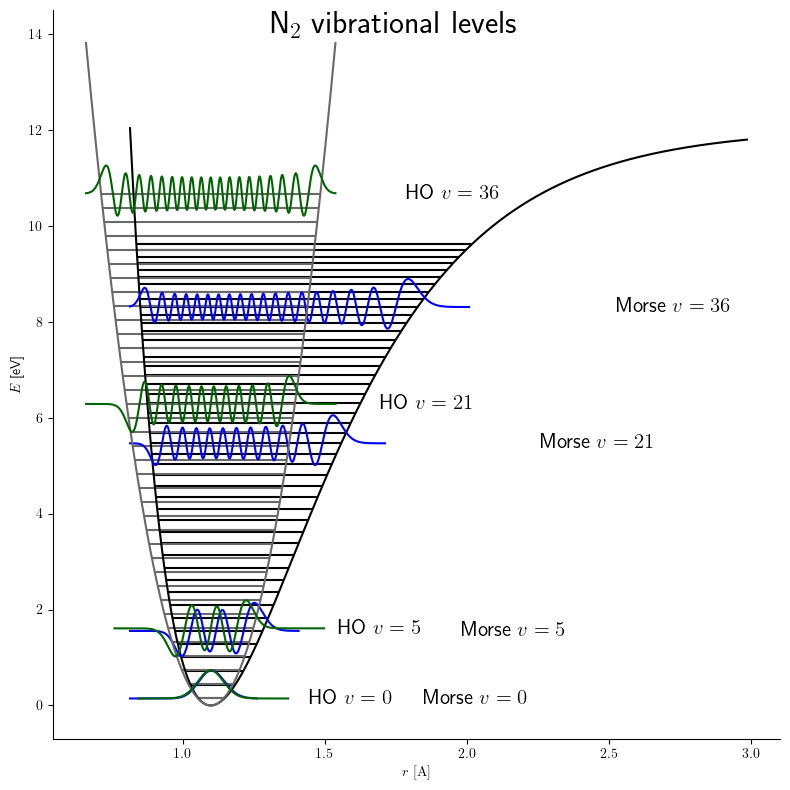
Es mostren les corbes de potencials de l'oscil·lador harmònic (gris) i Morse (negre) juntament amb les seves funcions pròpies (respectivament verd i blau per a l'oscil·lador harmònic i Morse) per als mateixos nivells de vibració per al nitrogen.

Escriure els estats estacionaris sobre el potencial de Morse, és a dir, solucions {\displaystyle \Psi _{n}(r)} i {\displaystyle E_{n}} de la següent equació de Schrödinger :
{\displaystyle \left(-{\frac {\hbar ^{2}}{2m}}{\frac {\partial ^{2}}{\partial r^{2}}}+V(r)\right)\Psi _{n}(r)=E_{n}\Psi _{n}(r),}
és convenient introduir les noves variables:
{\displaystyle x=ar{\text{; }}x_{e}=ar_{e}{\text{; }}\lambda ={\frac {\sqrt {2mD_{e}}}{a\hbar }}{\text{; }}\varepsilon _{n}={\frac {2m}{a^{2}\hbar ^{2}}}E_{n}={\frac {\lambda ^{2}}{D_{e}}}E_{n}.}
Aleshores, l'equació de Schrödinger pren la forma simple:
{\displaystyle \left(-{\frac {\partial ^{2}}{\partial x^{2}}}+V(x)\right)\Psi _{n}(x)=\varepsilon _{n}\Psi _{n}(x),}
{\displaystyle V(x)=\lambda ^{2}\left(1-e^{-\left(x-x_{e}\right)}\right)^{2}.}
Els seus valors propis (reduïts en {\displaystyle D_{e}}) i els estats propis es poden escriure com:
{\displaystyle \varepsilon _{n}=\lambda ^{2}-\left(\lambda -n-{\frac {1}{2}}\right)^{2}=2\lambda \left(n+{\frac {1}{2}}\right)-\left(n+{\frac {1}{2}}\right)^{2},}
on
{\displaystyle n=0,1,\ldots ,\lfloor \lambda -{\frac {1}{2}}\rfloor ,}
amb {\displaystyle \lfloor x\rfloor } que denota el nombre enter més petit que {\displaystyle x}, i
{\displaystyle \Psi _{n}(z)=N_{n}z^{\lambda -n-{\frac {1}{2}}}e^{-{\frac {1}{2}}z}L_{n}^{(2\lambda -2n-1)}(z),}
on {\displaystyle z=2\lambda e^{-\left(x-x_{e}\right)}{\text{; }}N_{n}=\left[{\frac {n!\left(2\lambda -2n-1\right)a}{\Gamma (2\lambda -n)}}\right]^{\frac {1}{2}}} (que compleix la condició de normalització {\displaystyle \int \mathrm {d} r\,\Psi _{n}^{*}(r)\Psi _{n}(r)=1} ) i {\displaystyle L_{n}^{(\alpha )}(z)} és un polinomi de Laguerre generalitzat:
{\displaystyle L_{n}^{(\alpha )}(z)={\frac {z^{-\alpha }e^{z}}{n!}}{\frac {d^{n}}{dz^{n}}}\left(z^{n+\alpha }e^{-z}\right)={\frac {\Gamma (\alpha +n+1)/\Gamma (\alpha +1)}{n!}}\,_{1}F_{1}(-n,\alpha +1,z).}